# Neopristilophus
Neopristilophus is een geslacht van kevers uit de familie  
kniptorren (Elateridae).
Het geslacht is voor het eerst wetenschappelijk beschreven in 1894 door Buysson.

## Soorten
Het geslacht omvat de volgende soorten:
- Neopristilophus aethiops (Herbst, 1806)
- Neopristilophus cirratipilis (Candèze, 1865)
- Neopristilophus colossus (LeConte, 1861)
- Neopristilophus confusus Fleutiaux, 1936
- Neopristilophus cribrosus (LeConte, 1853)
- Neopristilophus dissimilis Fleutiaux, 1936
- Neopristilophus gougeleti (Fairmaire, 1859)
- Neopristilophus insitivus (Germar, 1824)
- Neopristilophus maurus (LeConte, 1853)
- Neopristilophus morosus (Candèze, 1882)
- Neopristilophus parvus (Vats & Chauhan, 1992)
- Neopristilophus serrifer (Candèze, 1873)
- Neopristilophus yakuanus Kishii, 1982